# Tragia potosina
Tragia potosina är en törelväxtart som beskrevs av Cyrus Longworth Lundell. Tragia potosina ingår i släktet Tragia och familjen törelväxter. Inga underarter finns listade i Catalogue of Life.